# Triplectides nivosus
Triplectides nivosus är en nattsländeart som först beskrevs av Luisa Eugenia Navas 1924.  Triplectides nivosus ingår i släktet Triplectides och familjen långhornssländor. Inga underarter finns listade i Catalogue of Life.